# Movimiento Revolucionario Tupac Katari
El Movimiento Revolucionario Tupac Katari (MRTK) és un partit polític d'esquerres de Bolívia.

## Història
El MRTK es va fundar el maig del 1978 i es va constituir com una organització democràtica nacional d'esquerres interclassista, basat principalment en la pagesia i altres estrats explotats, amb l’objectiu d’establir una societat justa, un govern majoritari i una autodeterminació popular.:44 Era dirigit per Juan Condori Uruchi, Clemente Ramos Flores i Daniel Calle M.
El partit reivindica els seus orígens en els moviments independentistes iniciats sota el domini espanyol el 1781 (per Túpac Katari a Bolívia i Túpac Amaru II al Perú) i van continuar com a moviments camperols entre 1946 i 1952, que van conduir a la reforma agrària, el sufragi universal i la nacionalització de mines entre 1952 i el 1964, i a la creació d’una Confederació Tupac Katari el 1971.
El 1978 el MRTK va participar en la coalició electoral Unidad Democrática y Popular que donava suport a Hernán Siles Zuazo.:150 Després de les eleccions de 1978, el MRTK va trencar amb Unidad Democrática y Popular i les rivalitats personals el van dividir en tres faccions.:83
Per a les eleccions generals de 1979, la fracció que va conservar el nom de MRTK, dirigida per Macabeo Chila Prieto, va ser el component del Movimiento Nacionalista Revolucionario–Alianza, amb Víctor Paz Estenssoro del MNR com a candidat a la presidència de la coalició.:150 La segona fracció va ser dirigida per Clemente Ramos Flores i es va unir a la Unidad Democrática y Popular, donant suport a Hernán Siles Zuazo. La tercera i més gran va ser dirigida per Jenaro Flores Santos, que va rebutjar competir i "va instar als afiliats del partit a votar per l'esquerra".:83
El 1980 el MRTK es va aliar amb el Partit Revolucionari de l'Esquerra Nacionalista i el seu candidat Juan Lechín Oquendo.
El MRTK del Macabeu Chila Prieto va participar en les eleccions de 1985 liderat per ell. Va obtenir un 1,08% dels vots.:151 Després de les eleccions de 1985, el MRTK del Macabeu Chila Prieto va desaparèixer.:84
El 1985 Jenaro Flores Santos va registrar el Movimiento Revolucionario Tupaj Katari de Liberación, (MRTKL).:68 Va participar en les eleccions del 1985, presentant Jenaro Flores Santos. Va obtenir el 2,11% dels vots.:151
Al cap d’un any de la seva formació, van sorgir divisions dins del MRTKL entre Jenaro Flores Santos, d’una banda, i Víctor Hugo Cárdenas i Walter Reynaga Vásquez, els dos diputats del partit al Congrés Nacional, de l’altra. En un congrés del partit de 1988, Jenaro Flores Santos va sortir amb alguns dels seus partidaris i va formar el Frente Unido de Liberación Katarista (FULKA). Ambdues parts van perdre suports després que les disputes internes es fessin públiques. La sortida de Jenaro Flores Santos no va aconseguir la unitat al MRTKL: ni Víctor Hugo Cárdenas ni Walter Reynaga Vásquez acceptarien la segona posició a la nova jerarquia del partit. Víctor Hugo Cárdenas va acabar amb el seu rival.:84
El MRTKL va participar en les eleccions del 1989, donant suport Víctor Hugo Cárdenas. Va obtenir un 1,6% dels vots.:152 Tot i que els candidats indígenes van atreure grans multituds, van trobar que molts camprols ja estaven compromesos amb el Movimento Nacionalista Revolucionario, el MIR o altres partits que tenien més possibilitats de guanyar.:152